# Оленёкский ярус
| система                                                                          | отдел     | ярус        | Ниж. граница, млн лет |
| -------------------------------------------------------------------------------- | --------- | ----------- | --------------------- |
| Юра                                                                              | Нижняя    | Геттангский | 201,4 ±0,2            |
| Триас                                                                            | Верхний   | Рэтский     | ~205,7                |
| Триас                                                                            | Верхний   | Норийский   | ~227,3                |
| Триас                                                                            | Верхний   | Карнийский  | ~237                  |
| Триас                                                                            | Средний   | Ладинский   | 241,464 ±0,28         |
| Триас                                                                            | Средний   | Анизийский  | 246,7                 |
| Триас                                                                            | Нижний    | Оленёкский  | 249,9                 |
| Триас                                                                            | Нижний    | Индский     | 251,902 ±0,024        |
| Пермь                                                                            | Лопинский | Чансинский  | больше                |
| Деление и золотые гвозди в соответствии с IUGS по состоянию на декабрь 2024 года |           |             |                       |

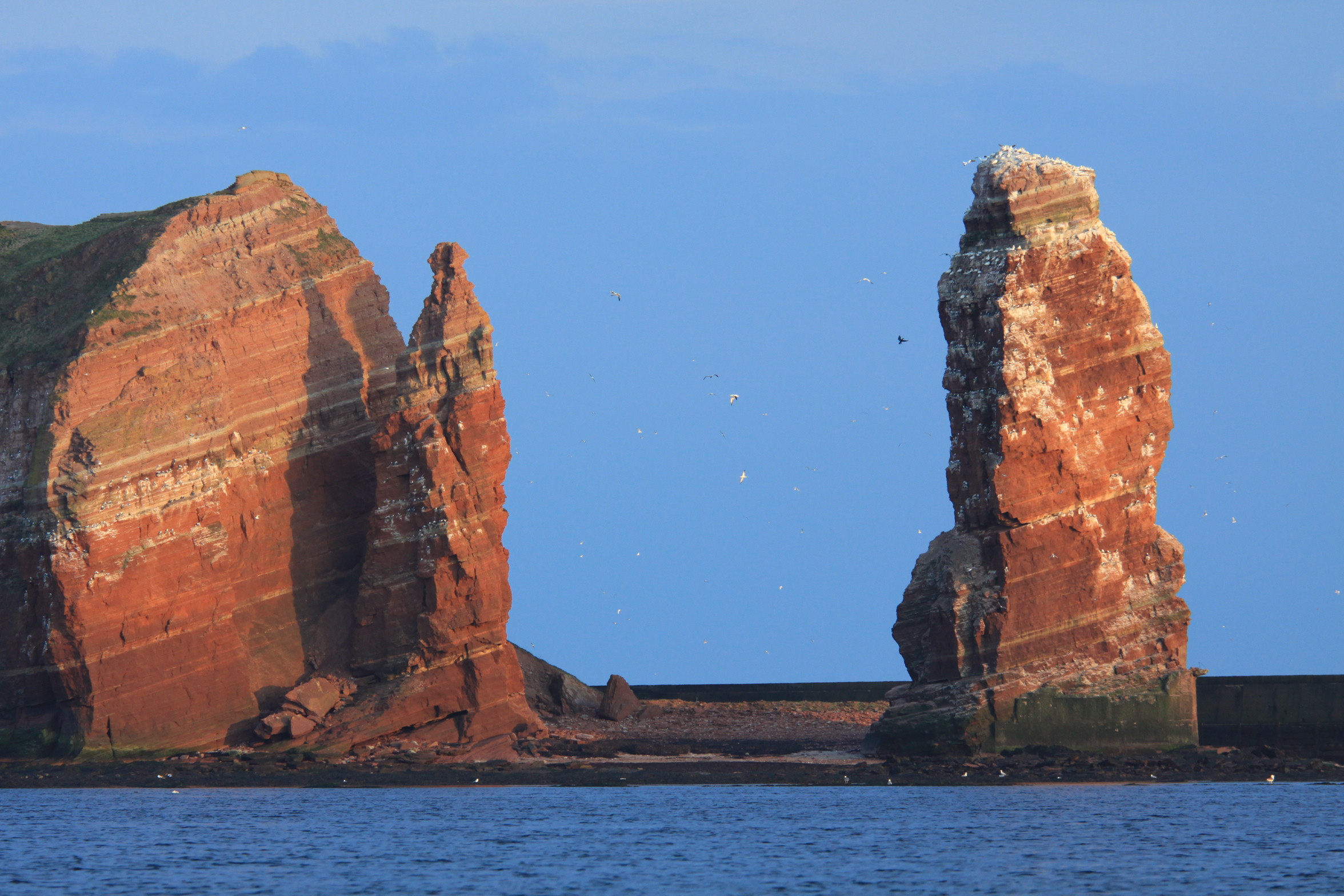
Оленёкский пёстрый песчаник, Гельголанд, Германия.

Оленёкский ярус (оленёк) — второй снизу ярус триасовой системы. Выделен Л. Д. Кипарисовой и Ю. Н. Поповым в 1956 году. Получил название от реки Оленёк. Объединяет породы, образовавшиеся в течение оленёкского века, продолжавшегося от 249,9 до 246,7 млн лет назад.
Типовой разрез (в нижнем течении реки Оленёк) сложен аргиллитами и алевролитами с конкрециями известняков, в которых встречаются раковины аммонитов. Породы этого яруса широко распространены в Евразии, Северной Америке и Новой Зеландии.